# Witstaartzanger
De witstaartzanger (Poliolais lopezi) is een zangvogel uit de familie Cisticolidae. Deze vogel is in 1903 wetenschappelijk beschreven door de Engelse ornitholoog Boyd Alexander die de vogel had ontdekt tijdens een expeditie naar Bioko en genoemd naar zijn Portugese assistent José Lopez.

## Verspreiding en leefgebied
Deze soort komt voor in westelijk Afrika en telt drie ondersoorten:
- P. l. alexanderi: Mount Cameroon (zuidwestelijk Kameroen).
- P. l. lopezi: Bioko.
- P. l. manengubae: zuidoostelijk Nigeria en zuidwestelijk Kameroen.

Het leefgebied bestaat uit montaan bos, waarin deze soort zich ophoudt in de dichte onderbegroeiing. De leefgebieden liggen in onderling van elkaar door laagland afgescheiden berggebieden op hellingen tussen de 800 en 2200 m boven zeeniveau.

## Status
De witstaartzanger heeft een beperkt verspreidingsgebied en daardoor is de kans op uitsterven aanwezig. De populatie-aantallen nemen af door habitatverlies. Het leefgebied wordt aangetast door ontbossing waarbij natuurlijk bos wordt omgezet in gebied voor agrarisch gebruik. Desondanks wordt aangenomen dat de afname beperkt is en staat deze soort als niet bedreigd op de Rode Lijst van de IUCN.